# Logandale (Nevada)
Logandale es un área no incorporada localizada en el condado de Clark, Nevada, Estados Unidos. En esta localidad se celebra la Feria y Rodeo del Condado de Clark.

## Historia

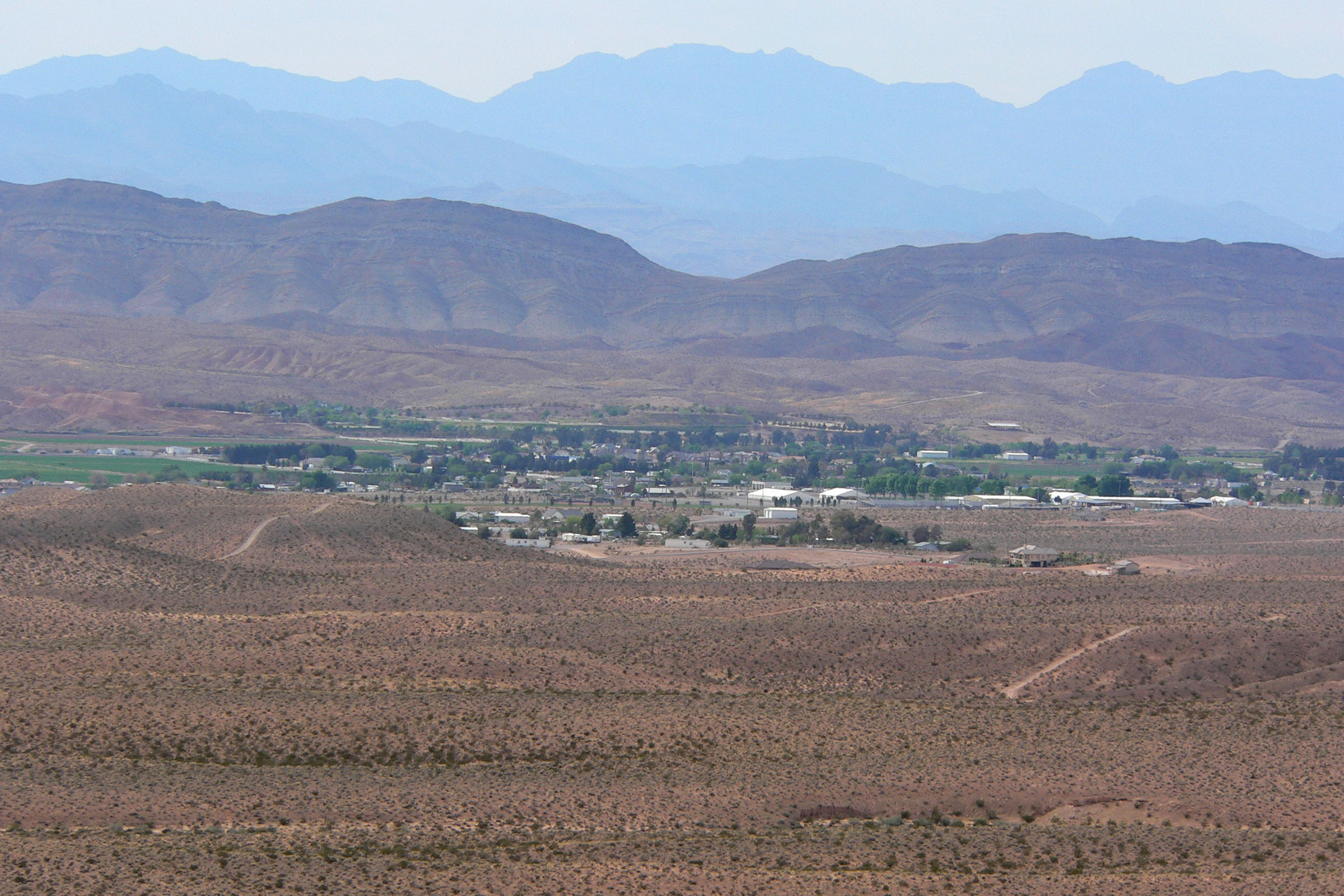
Imagen panorámica de Logandale

Comenzó como una estación de ferrocarril en 1912. Fue originalmente llamado Logan, pero rebautizada para evitar la confusión con Logan, Utah.

## Geografía
Logandale se encuentra en el extremo norte del Valle Moapa.

## Demografía
Según la oficina del censo, Logandale geográficamente pertenece a Moapa Valley.

## Media y cultura
KADD tiene licencia para la ciudad. También, la feria y rodeo del Condado de Clark se celebra anualmente en Logandale.

## Residentes notables
- Robert E. Wells: Autoridad general emérita de la La Iglesia de Jesucristo de los Santos de los Últimos Días